# Losentse
La Losentse, Losentze[réf. souhaitée], Losenze ou Lozeintze, est une rivière de type torrentiel de Suisse, affluent du Rhône.

## Parcours
Affluent de la rive droite du Rhône, elle prend sa source par deux bras dont l'un s'alimente dans le petit lac de la Forclaz à 2 500 m et l'autre de la région du Grand Muveran. Elle se jette 9 km plus bas dans le Rhône au niveau du village de Saint-Pierre-de-Clages sur la commune de Chamoson.

## Affluents
Torrent de Cry, torrent de Saint-André, Grand Tséné